# バラとワイン
「バラとワイン」 (WINE & ROSES) は、日本のロックバンドであるRED WARRIORSの楽曲。
1987年4月21日に日本コロムビアのBODYレーベルから2枚目のシングルとしてリリースされた。作詞および作曲は木暮武彦、プロデュースは木暮および宗清裕之が担当している。前作「OUTSIDER」（1986年）よりおよそ4か月ぶりのシングルであり、2枚目のアルバム『CASINO DRIVE』（1987年）からの先行シングルとなった。アルバムにはブラスアレンジを追加した「WINE & ROSES #2 (Club Version)」として収録されている。
コルネット奏者であるレッド・ニコルズの半生を描いた映画『5つの銅貨』（1959年）に影響を受けた木暮が制作した楽曲であり、本作はRED WARRIORSとしての自信作であったが、オリコンシングルチャートにおいて最高位第38位と売り上げは上がらず、この結果に関してダイアモンド☆ユカイおよび音楽評論家の市川哲史などは遺憾の念を表明している。

## 背景
1986年10月10日にデビュー・アルバム『LESSON 1』（1986年）がリリースされたRED WARRIORSであったが、事務所と契約を済ませたばかりのデビュー直前の段階でダイアモンド☆ユカイが日米合作映画『TOKYO-POP』（1988年）へ出演することが決定、しかしバンドが始動したばかりの時期であったこともありメンバーは乗り気ではなかった。しかし事務所側の目論見としては世界デビューになり、映画で注目を集めることでバンド活動も軌道に乗ると計画していた節があるとユカイは述べている。同映画は好評を得たため、1987年度のカンヌ国際映画祭に出品されることとなり、ユカイはレッド・カーペットの上を歩く経験をしたと述べている。また、本作は映画撮影前にレコーディングが終了していた。

## 制作、音楽性
本作の作詞および作曲を手掛けた木暮武彦によると、深夜にテレビ放送されていた映画『5つの銅貨』（1959年）を視聴したことを切っ掛けとして本作が制作されたという。同映画では全編でディキシーランド・ジャズの演奏が導入されており、木暮は「とてもカラフルでハッピーな気分にしてくれた」との感想を持ち、また同様に幸せな気分になれる日本語ロックの楽曲を希求したことによって放送途中からビデオ録画を開始。コード進行を確認し自然と浮かんだメロディを乗せたものが本作のサビとなり、制作途中であった別のブギの楽曲と組み合わせて本作が完成したと木暮は述べている。
アルバム『CASINO DRIVE』（1987年）収録のバージョンでは、ホーン・セクションのオーバー・ダビングの他、ユカイのボーカルが新たに録り直され、タイトルも「WINE & ROSES #2 -Club Version-」に変更された。追加されたホーン・セクションには、リリースしたアルバムが50枚におよぶ日本のディキシーランド・ジャズ・バンドであるデキシーキングスが参加しており、またミックス・ダウンにおいてはクラブ・サイズのルーム・エコーをプログラミングしたデジタル・リバーブがサウンド全体に掛けられた。しかし同バージョンのレコーディングの際には何者かによってワインが持ち込まれ、ユカイおよびレコーディング・エンジニアであったマイケル・ツィマリング、プロデューサーであった宗清裕之の3名はほろ酔い状態となり、ユカイのボーカルは酔った状態でレコーディングされた。しかし木暮はアルバム・バージョンの方を好んでいると宗清は述べている。

## リリース、チャート成績
本作は1987年4月21日に日本コロムビアのBODYレーベルから12インチレコード、CDの2形態でリリースされた。カップリング曲として、ビートルズのカバーとなる「I AM THE WALRUS」と、アルバム『LESSON 1』（1986年）収録曲の別バージョンとなる「BIRTHDAY SONG -Another Tape-」が収録されている。
本作のシングル盤はオリコンシングルチャートにおいて最高位第38位の登場週数4回で、売り上げ枚数は1.5万枚となった。本作がヒットしなかった理由に関して、ユカイはレコードからCDへの転換期であったこと、映画撮影のためにプロモーション活動が行えなかったことなどを挙げている。
本作はユカイおよび木暮にとって自信作であり、ユカイは後になって「世界的なスタンダードになってもおかしくない楽曲」「この曲が売れなかったのは日本のエンタテインメントの稚拙さを感じる」と述べている。また音楽誌『ロッキング・オン』を中心に活動していた音楽評論家の市川哲史も本作がヒットしなかったことに疑問の念を抱いており、宗清も同様の考えであると述べている。
一方でユカイは、映画出演を拒否して本作がヒットし、テレビ番組などに頻繁に出演する事態になっていた場合、3枚目のアルバム『KING'S』（1988年）も制作されずバンドもより早期に解散していたと推測している。

## 批評
| 専門評論家によるレビュー | 専門評論家によるレビュー |
| レビュー・スコア         | レビュー・スコア         |
| 出典                     | 評価                     |
| ------------------------ | ------------------------ |
| OKMusic                  | 肯定的                   |

音楽情報サイト『OKMusic』にてライターの帆苅竜太郎は、本作について「80年代はおろか、邦楽ロック史にも刻まれるのではないかと思われる名曲だ」と絶賛しており、1年に一度の贅沢を表現した歌詞とアルバム・バージョンにおけるブラスアレンジが合わさることで「力強くもやさしく、愛らしいトーンで描かれている」と本作を評価した。また、本作のような豊満さをロックンロールに取り込んだバンドは他に思い浮かばないと述べ、「こういった他に類を見ないR&Rを日本のシーンに送り込んだ功績は後年まで称えられるべきだろう」と主張した。

## カバー
- 秋山羊子 - カバー・アルバム『日々はありふれていて残酷でめちゃくちゃに愛おしくて時々ひどく退屈ででもうたいつづけていたい』（2012年）に収録。
- ダイアモンド✡ユカイ - カバー・ベスト・アルバム『I AM A ROCKMAN』（2009年）においてセルフカバーされている[10]。
- 和田アキ子 - カバー・アルバム『今日までそして明日から』（2006年）に収録。ユカイがゲスト参加している。

## シングル収録曲
- CD付属の歌詞カードに記載されたクレジットを参照[11]。

| 全編曲: RED WARRIORS／ストリングス・アレンジ: ミッキー吉野、木暮武彦。 |                                  |                              |                        |       |
| #                                                                      | タイトル                         | 作詞                         | 作曲                   | 時間  |
| 1.                                                                     | 「バラとワイン」                 | 木暮武彦                     | 木暮武彦               | 5:28  |
| 2.                                                                     | 「I AM THE WALRUS」              | レノン＝マッカートニー       | レノン＝マッカートニー | 5:23  |
| 3.                                                                     | 「BIRTHDAY SONG -Another Tape-」 | 木暮武彦&ダイアモンド☆ユカイ | 木暮武彦               | 4:31  |
| 合計時間:                                                              | 合計時間:                        | 合計時間:                    | 合計時間:              | 15:22 |

## スタッフ・クレジット
- シングル・バージョンに関してはシングルCD付属の歌詞カードに、アルバム・バージョンに関してはアルバム『CASINO DRIVE』のCDバックカバーに記載されたクレジットを参照[11][12]。

### RED WARRIORS
- 田所 “ダイアモンド☆ユカイ” 豊 - ボーカル
- 木暮 "Shäke" 武彦 - ギター、コーラス
- 小川清史 - ベース、コーラス
- 小沼 "Comma" 達也 - ドラムス、パーカッション、コーラス

### 参加ミュージシャン
シングル・バージョン
- ミッキー吉野 - ピアノ、ハープシコード
- 赤木りえ - フルート
- 前田グループ - ストリングス

アルバム・バージョン
- デキシーキングス - ホーン・セクション
  - 筒井政明 - トランペット
  - 小林英夫 - クラリネット
  - 薗田憲一 - トロンボーン

### スタッフ
- 木暮武彦 - プロデューサー
- 宗清裕之（日本コロムビア） - プロデューサー
- 小野誠彦 - レコーディング・エンジニア
- 猪股正幸 (A.C.S.) - レコーディング・エンジニア
- マイケル・ツィマリング - ミックス・ダウン
- さわだたつや（フリーダムスタジオ） - アシスアント・エンジニア

- 佐々木健彦（マザーエンタープライズ） - パーソナル・マネージメント
- 永野 "Kazuni" 治 - インストゥルメント・テクニシャン
- 佐藤庄平（マザーエンタープライズ） - プロモーション・エージェント
- 本木元（マザーエンタープライズ）- プロモーション・エージェント
- やまぐちいずみ（日本コロムビア） - プロモーション・エージェント
- うつきちえ（マザーエンタープライズ） - インフォメーション
- 森川卓夫（日本コロムビア） - スーパービジョン

- 後藤繁雄 - クリエイティブ・ディレクション
- 森川昇 - 写真撮影
- 山岸みすず - スタイリスト
- わたなべしょういち - ヘアー

- V.F.V.スタジオ - スペシャル・サンクス
- アバコクリエイティブスタジオ - スペシャル・サンクス
- パール楽器製造 - スペシャル・サンクス
- A&Aコーポレーション - スペシャル・サンクス
- Bill's Brothers - スペシャル・サンクス
- S.HASEGAWA - スペシャル・サンクス
- Skinhead - スペシャル・サンクス
- ROKKOMAN Inc. - スペシャル・サンクス

- 福田信（マザーエンタープライズ） - エグゼクティブ・プロデューサー

## リリース日一覧
| No. | リリース日    | レーベル              | 規格             | カタログ番号 | 最高順位 | 備考 |
| --- | ------------- | --------------------- | ---------------- | ------------ | -------- | ---- |
| 1   | 1987年4月21日 | 日本コロムビア / BODY | 12インチレコード | AY-7417      | 38位     |      |
| 2   | 1987年4月21日 | 日本コロムビア / BODY | マキシシングル   | 15CA-5001    | 38位     |      |

## 収録アルバム
- 『CASINO DRIVE』（1987年） - アルバム・バージョンを収録。
- 『1988 KING'S ROCK'N'ROLL SHOW -LIVE AT SEIBU STADIUM-』（1988年） - ライブ・バージョンを収録。
- 『RED SONGS』（1989年） - アルバム・バージョンを収録。
- 『THE WORLD OF RED WARRIORS』（1996年） - シングル・バージョンを収録。
- 『Re:Works』（2001年） - セルフカバー・バージョンを収録。
- 『LIVE“LESSON21”』（2007年） - ライブ・バージョンを収録。
- 『LIVE“Lesson 23〜R&R Carnival〜”』（2009年） - ライブ・バージョンを収録。
- 『LESSON:ULTIMATE』（2013年） - アルバム・バージョンを収録。
- 『SWINGIN' DAZE 21st CENTURY』（2019年） - ライブ・バージョンを収録。